# Pierre Larousse

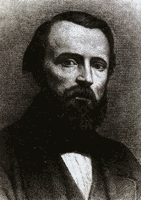
Pierre Larousse.

Pierre Athanase Larousse, född 23 oktober 1817 i Toucy, Frankrike, död 3 januari 1875 i Paris, var en fransk bokförläggare och lexikograf.

## Biografi
Larousse grundade 1851, tillsammans med Augustine Boyer det ännu existerande bokförlaget Librairie Larousse & Boyer  i Paris, varifrån han utgav Nouveau dictionnaire illustré (1854, 2:a utgåvan av Claude Augé i 8 band 1896-1906) och Grand dictionnaire universel du XIX siècle (15 band, 1864-76, 2 supplementsband 1878-90). Den senare arbetet utom i en ny utgåva som Larousse du XX siècle med början 1928, utgivet av Paul Augé.
Petit Larousse illustré är ett lexikon i mindre format. Det har funnits på marknaden sedan 1856 och innehåller ordbok, citatsamling och geografiskt och historiska lexikon. Det utkommer fortlöpande i nya utgåvor och finns på flera språk.